# Guataquí
Guataquí ist eine Gemeinde (municipio) im kolumbianischen Departamento Cundinamarca.

## Geografie
Guataquí liegt im Südwesten von Cundinamarca in der Provinz Alto Magdalena auf einer Höhe von ungefähr 255 Metern 176 km von Bogotá entfernt am Río Magdalena. Die Gemeinde grenzt im Norden an Beltrán, im Süden an Nariño, im Osten an Jerusalén und im Westen an Coello und Piedras im Departamento del Tolima.

## Bevölkerung
Die Gemeinde Guataquí hat 2711 Einwohner, von denen 1413 im städtischen Teil (cabecera municipal) der Gemeinde leben (Stand: 2019).

## Geschichte
Guataquí gilt als der erste Flusshafen des Oberlaufs des Río Magdalena. Von Guataquí aus reisten 1539 Gonzalo Jiménez de Quesada, Nikolaus Federmann und Sebastián de Belalcázar nach ihren Eroberungszügen zurück nach Spanien. Schon vor deren Ankunft lebte auf dem Gebiet das indigene Volk der Panche. Der Beginn der Besiedlung des heutigen Ortes lässt sich auf 1656 datieren.

## Wirtschaft
Die wichtigsten Wirtschaftszweige von Guataquí sind Landwirtschaft (Mais, Bananen, Sorghumhirsen, Maniok und Zitruspflanzen), Tierhaltung (Rinder und Schweine), Fischerei und Bergbau (Kalkstein).